# Diskoteksbombningen i Västberlin 1986
Diskoteksbombningen i Västberlin 1986 var en terroristattack 5 april mot diskoteket La Belle i Västberlin i Västtyskland, som var populärt bland amerikanska soldater. En bomb exploderade under ett bord i närheten av diskjockeybåset. En turkisk kvinna dödades, liksom två amerikanska befäl och 230 personer skadades, bland annat drygt 50 amerikanska soldater.
Libyen anklagades för bombdådet efter att ett telex-meddelande snappats upp från Libyen till landets ambassad i Östberlin, som gratulerade dem till ett väl utfört arbete. Dåvarande amerikanske presidenten Ronald Reagan beordrade luftbombningar av Libyens huvudstad Tripoli och staden Benghazi (USA:s flygbombningar av Libyen 1986) som vedergällning. Mellan 30 och 100 personer dog, inklusive vad som påstods vara ledaren Muammar al-Gaddafis adopterade dotter, 15 månader gammal, och cirka 250 personer skadades. De amerikanska luftbombningarna fördömdes av FN:s generalförsamling.
I oktober 2008 deponerade Libyen 1,5 miljarder dollar i en fond som ska användas för att kompensera släktingar till offren i
1. Lockerbieattentatet;
2. Diskoteksbombningen i Västberlin 1986
3. UTA Flight 772
4. Libyska offer i USA:s flygbombningar av Libyen 1986.

Som ett resultat därav utfärdade dåvarande USA:s president George W. Bush en exekutiv order som återinförde Libyens immunitet för terrorrelaterade stämningar, samt hävde alla kompensationsärenden i USA, enligt Vita huset.